# 布里扬松
布里扬松（法語：Briançon，法語：[bʁijɑ̃sɔ̃] ⓘ），法国东南部城市，普罗旺斯-阿尔卑斯-蓝色海岸大区上阿尔卑斯省的一个市镇，同时也是该省的一个副省会，下辖布里扬松区，其市镇面积为28.07平方公里，2022年1月1日时人口数量为10,748人，是该省人口第二多的市镇，在所有法国城市中排名第842位。
布里扬松位于上阿尔卑斯省东部，靠近意大利边界，阿尔卑斯山腹地，市区海拔为1,326米，是法国海拔最高的超过两千人口的城市，因当地的沃邦防御工事遗址而闻名，后者已于2008年被列入世界文化遗产。布里扬松也是法国重要的山地运动中心城市之一，多次被作为环法自行车赛的节点，此外以登山和滑雪为代表的旅游项目是当地的主要经济支柱。

## 地名来源
“布里扬松”一名来源于高卢-罗马时期活动于此的一支部落——布里吉亚尼人，其拉丁语意为“住在高地的民族”，后逐渐衍变成为。

## 历史

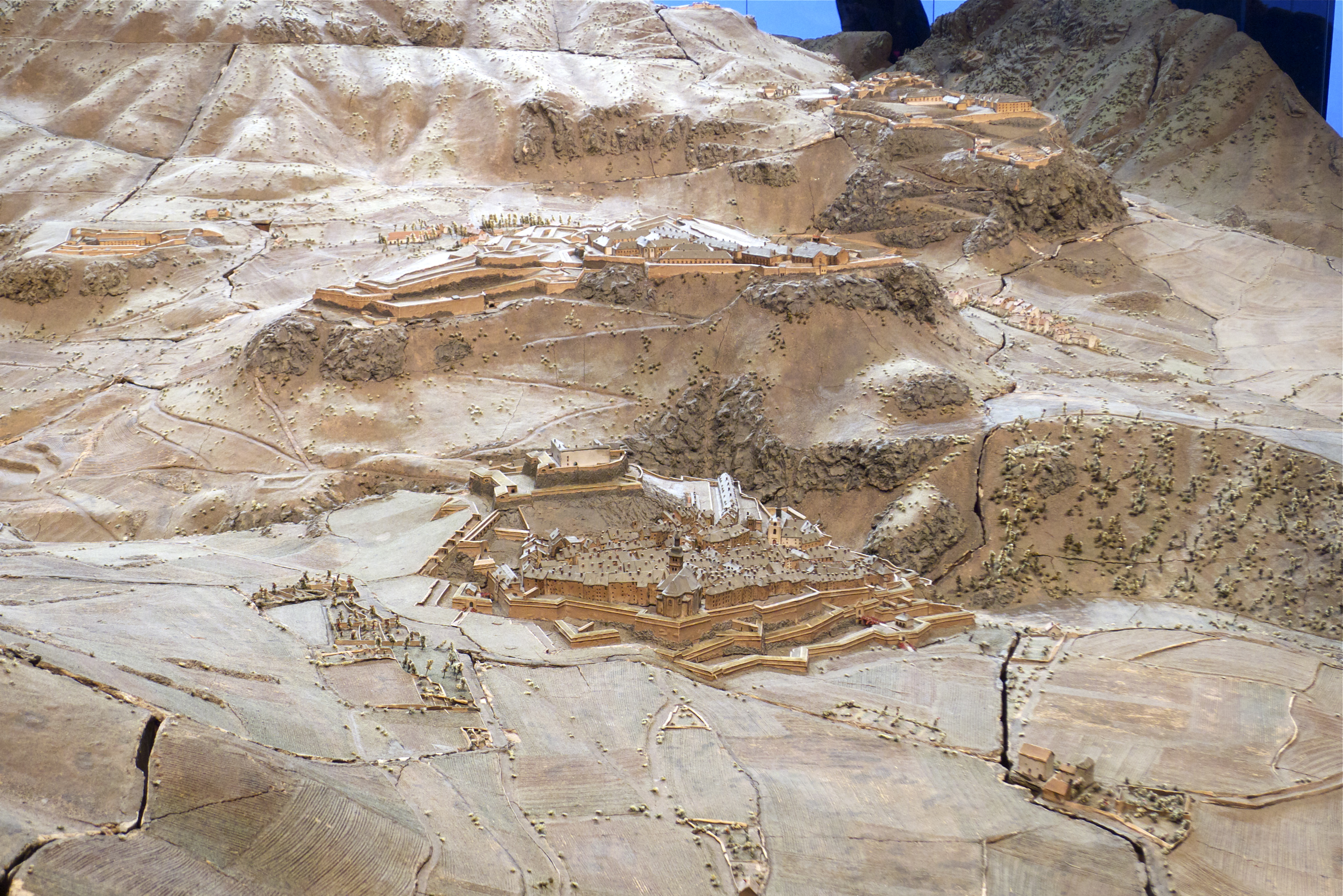
18世纪的布里扬松（沙盘模型）

布里扬松历史悠久，高卢时期为布里吉亚尼人的活动中心，古希腊地理学家斯特拉波曾在其著作中使用一名对这一地区进行标注。中世纪初，法兰克人曾统治此地，《凡尔登条约》签订后，布里扬松所在区域划至中法兰克王国，后成为神圣罗马帝国的领土。1040年，阿尔卑斯山西南部分被册封为阿尔邦伯国，后成为多菲内伯国。1343年，布里扬松地区成立埃斯卡尔通共和国，成为一个具体特殊行政权力的区划。1349年，根据《罗芒条约》，多菲内并入法兰西王国，而埃斯卡尔通共和国的特殊地位则得以保留，直至法国大革命结束。其间，为抵抗奥格斯堡同盟，军事工程师塞巴斯蒂安·勒普雷斯特·德·沃邦于1692年主持在此修建大型军事城堡，成为法国沃邦防御工事的组成部分。法国大革命后，多菲内被撤销，布里扬松成为上阿尔卑斯省的一个副省会。1885年，连接布里扬松的铁路线建成通车。第二次世界大战期间，纳粹德军于1942年起占领了这座城市，最终于1944年在龙骑兵行动中获得解放。二战后，以山地运动项目为主导的旅游业成为布里扬松的经济支柱。2008年，包括布里扬松在内的12个法国沃邦防御工事被列入世界文化遗产。

## 地理

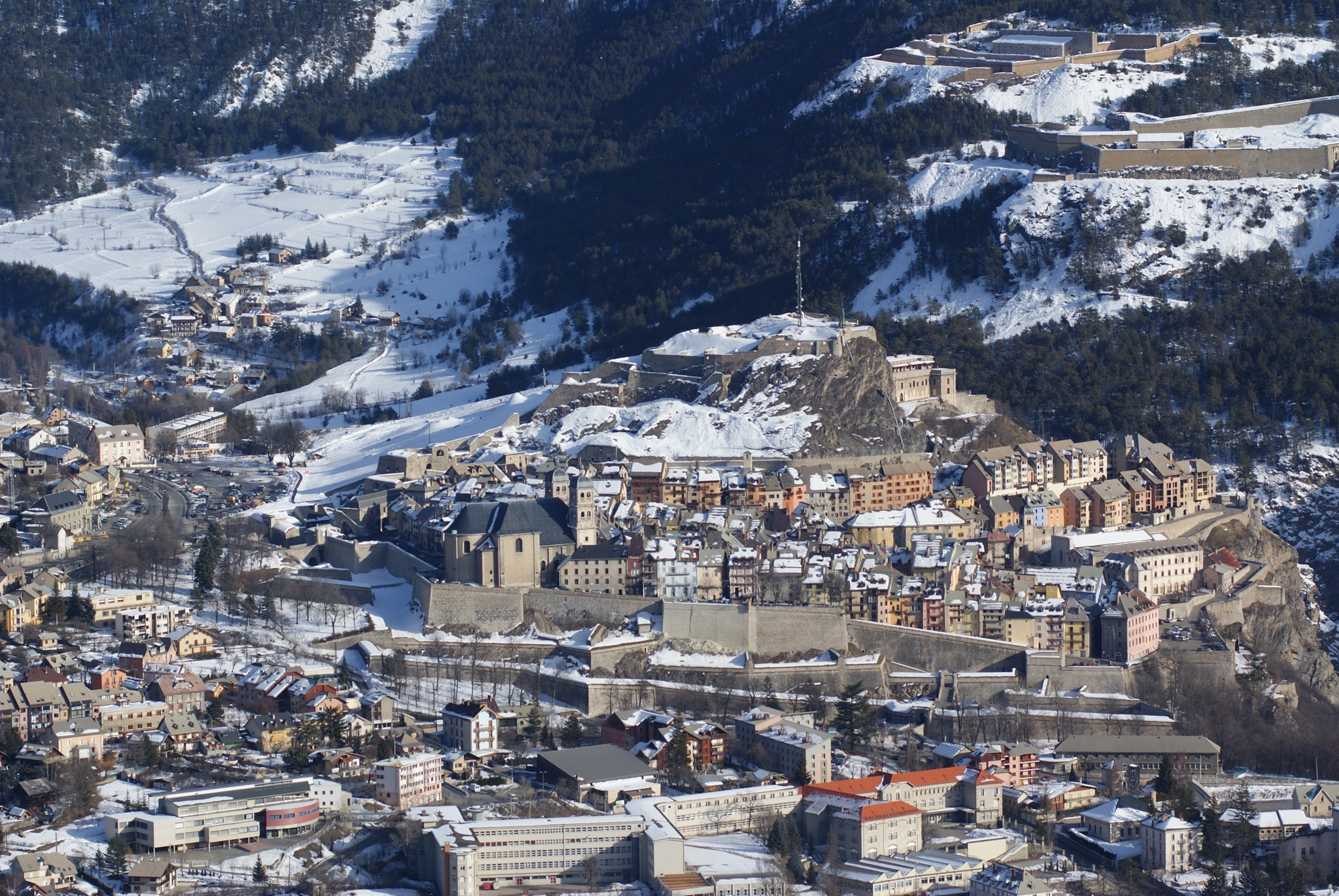
被山峦环绕的布里扬松

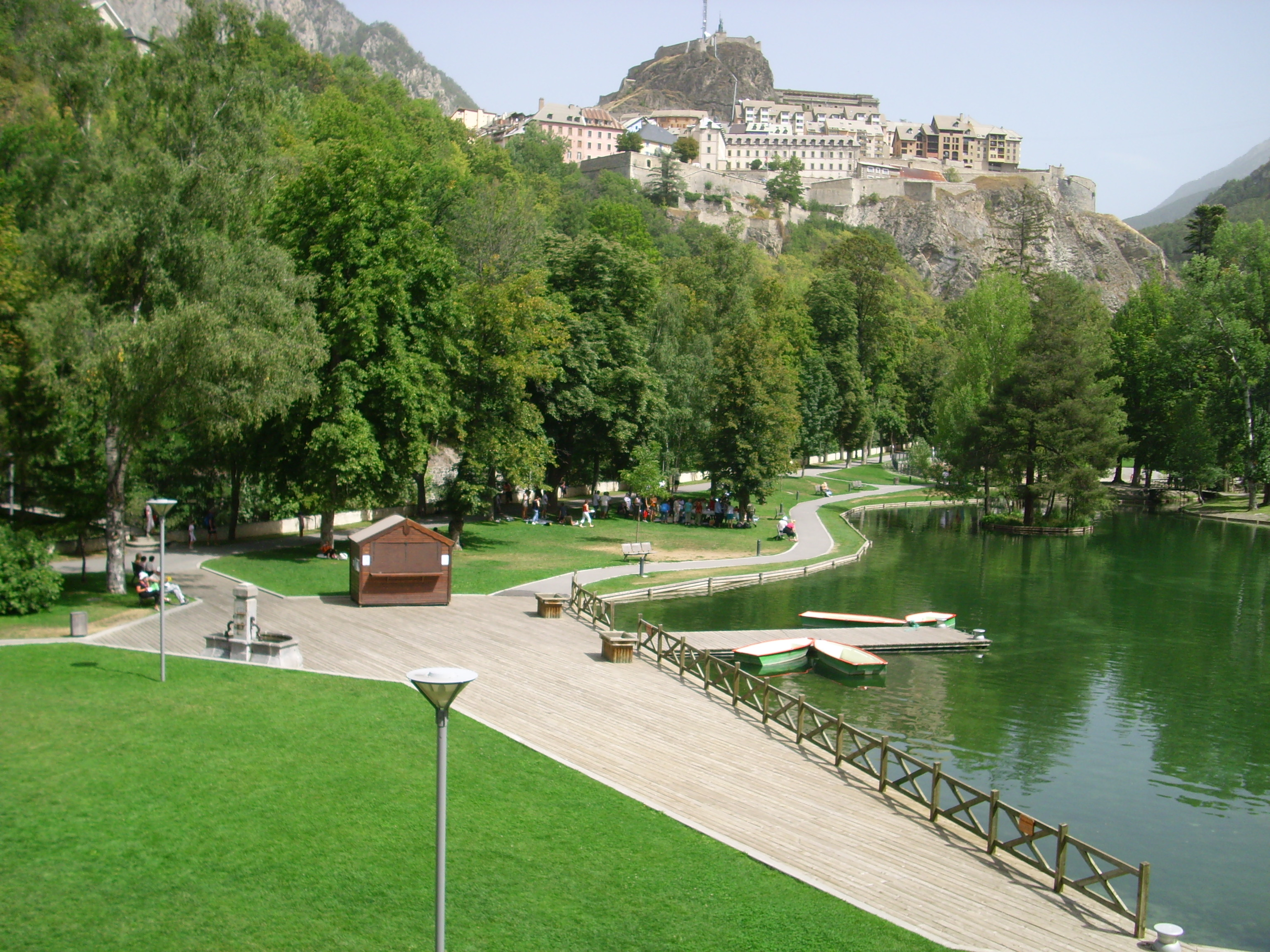
布里扬松市区内的沙普公园

布里扬松位于法国东南部，普罗旺斯-阿尔卑斯-蓝色海岸大区东北部和上阿尔卑斯省东部，距离省会加普大约86公里。与布里扬松接壤的市镇包括：塞尔维耶尔、皮圣安德烈、皮圣皮埃尔、圣沙夫雷、瓦勒德普雷、维拉尔圣庞克拉斯。

### 地形
布里扬松位于阿尔卑斯山南段是一处山谷之中，地势复杂，市区内多为坡道，市区外则被山峦环绕，其中东、西、北三侧分别为凯拉山、埃克兰山和塞尔斯山，而南侧则为迪朗斯河谷。布里扬松市区海拔为1,326米，是法国海拔最高的超过两千人的城市，其全境海拔在1,167到2,540米之间。

### 水文
迪朗斯河自东北向南流经境内，其右岸支流吉萨讷河和左岸支流塞尔韦雷特河分别从西北侧和东南侧汇入。此外布里扬松境内还有多条人工引水渠，多沿山麓分布。

### 植被
按照海拔分布规律，布里扬松属于温带针叶林区，沙普公园（Parc de la Schappe）位于市区内，是当地主要的城市绿地公园，此外市区周边山地多原始森林分布。

### 气候
因其海拔及地形因素，布里扬松在柯本气候分类法中属于较为典型的山地气候。
布里扬松境内设有气象站，以下为该气象站的数据：
| 布里扬松1981年－2019年 | 布里扬松1981年－2019年 | 布里扬松1981年－2019年 | 布里扬松1981年－2019年 | 布里扬松1981年－2019年 | 布里扬松1981年－2019年 | 布里扬松1981年－2019年 | 布里扬松1981年－2019年 | 布里扬松1981年－2019年 | 布里扬松1981年－2019年 | 布里扬松1981年－2019年 | 布里扬松1981年－2019年 | 布里扬松1981年－2019年 | 布里扬松1981年－2019年 |
| 月份                   | 1月                    | 2月                    | 3月                    | 4月                    | 5月                    | 6月                    | 7月                    | 8月                    | 9月                    | 10月                   | 11月                   | 12月                   | 全年                   |
| ---------------------- | ---------------------- | ---------------------- | ---------------------- | ---------------------- | ---------------------- | ---------------------- | ---------------------- | ---------------------- | ---------------------- | ---------------------- | ---------------------- | ---------------------- | ---------------------- |
| 历史最高温 °C（°F）    | 17 (63)                | 17.2 (63.0)            | 21.4 (70.5)            | 22.9 (73.2)            | 29.4 (84.9)            | 31.8 (89.2)            | 34.3 (93.7)            | 33.3 (91.9)            | 30.2 (86.4)            | 27.6 (81.7)            | 22.8 (73.0)            | 18.3 (64.9)            | 34.3 (93.7)            |
| 平均高温 °C（°F）      | 5 (41)                 | 5.9 (42.6)             | 9.8 (49.6)             | 11.6 (52.9)            | 16.9 (62.4)            | 21.4 (70.5)            | 24.8 (76.6)            | 24.6 (76.3)            | 19.8 (67.6)            | 14.4 (57.9)            | 8.6 (47.5)             | 5.5 (41.9)             | 14 (57)                |
| 日均气温 °C（°F）      | 0.1 (32.2)             | 0.6 (33.1)             | 4 (39)                 | 6.2 (43.2)             | 11 (52)                | 14.8 (58.6)            | 17.7 (63.9)            | 17.5 (63.5)            | 13.5 (56.3)            | 9 (48)                 | 3.8 (38.8)             | 1 (34)                 | 8.3 (46.9)             |
| 平均低温 °C（°F）      | −4.8 (23.4)            | −4.7 (23.5)            | −1.7 (28.9)            | 0.9 (33.6)             | 5.2 (41.4)             | 8.1 (46.6)             | 10.5 (50.9)            | 10.4 (50.7)            | 7.2 (45.0)             | 3.7 (38.7)             | −1 (30)                | −3.6 (25.5)            | 2.5 (36.5)             |
| 历史最低温 °C（°F）    | −17.9 (−0.2)           | −17.4 (0.7)            | −18.4 (−1.1)           | −10.7 (12.7)           | −5.7 (21.7)            | −0.2 (31.6)            | 2.4 (36.3)             | 1.4 (34.5)             | −4 (25)                | −8.1 (17.4)            | −12.5 (9.5)            | −16.9 (1.6)            | −18.4 (−1.1)           |
| 平均降水量 mm（）      | 58.5 (2.30)            | 39.3 (1.55)            | 46.8 (1.84)            | 71.3 (2.81)            | 67.3 (2.65)            | 68.9 (2.71)            | 51.5 (2.03)            | 54.4 (2.14)            | 72 (2.8)               | 99 (3.9)               | 69.9 (2.75)            | 60.2 (2.37)            | 759.1 (29.89)          |
| 月均日照時數           | 149.7                  | 164.8                  | 207.4                  | 180.9                  | 207.6                  | 232.7                  | 253.7                  | 230.1                  | 192.2                  | 156.6                  | 130.8                  | 126.2                  | 2,232.7                |
| 来源：infoclimat.fr    |                        |                        |                        |                        |                        |                        |                        |                        |                        |                        |                        |                        |                        |

## 行政区划
布里扬松是法国普罗旺斯-阿尔卑斯-蓝色海岸大区上阿尔卑斯省的一个市镇，编号为05023，它也是上阿尔卑斯省的一个副省会。布里扬松下辖布里扬松区，管理北布里扬松县和南布里扬松县，同时也是布里扬松市镇公共社区的办公驻地。
法国国家统计与经济研究所（简称）在进行数据统计时，将布里扬松及相邻的另外5个市镇设为布里扬松城市核心区，并将包括核心区在内的周边共9个市镇划为布里扬松城市区。同时，还将布里扬松市镇分为了9个“块区”（IRIS），以便于统计人口分布情况。

## 交通

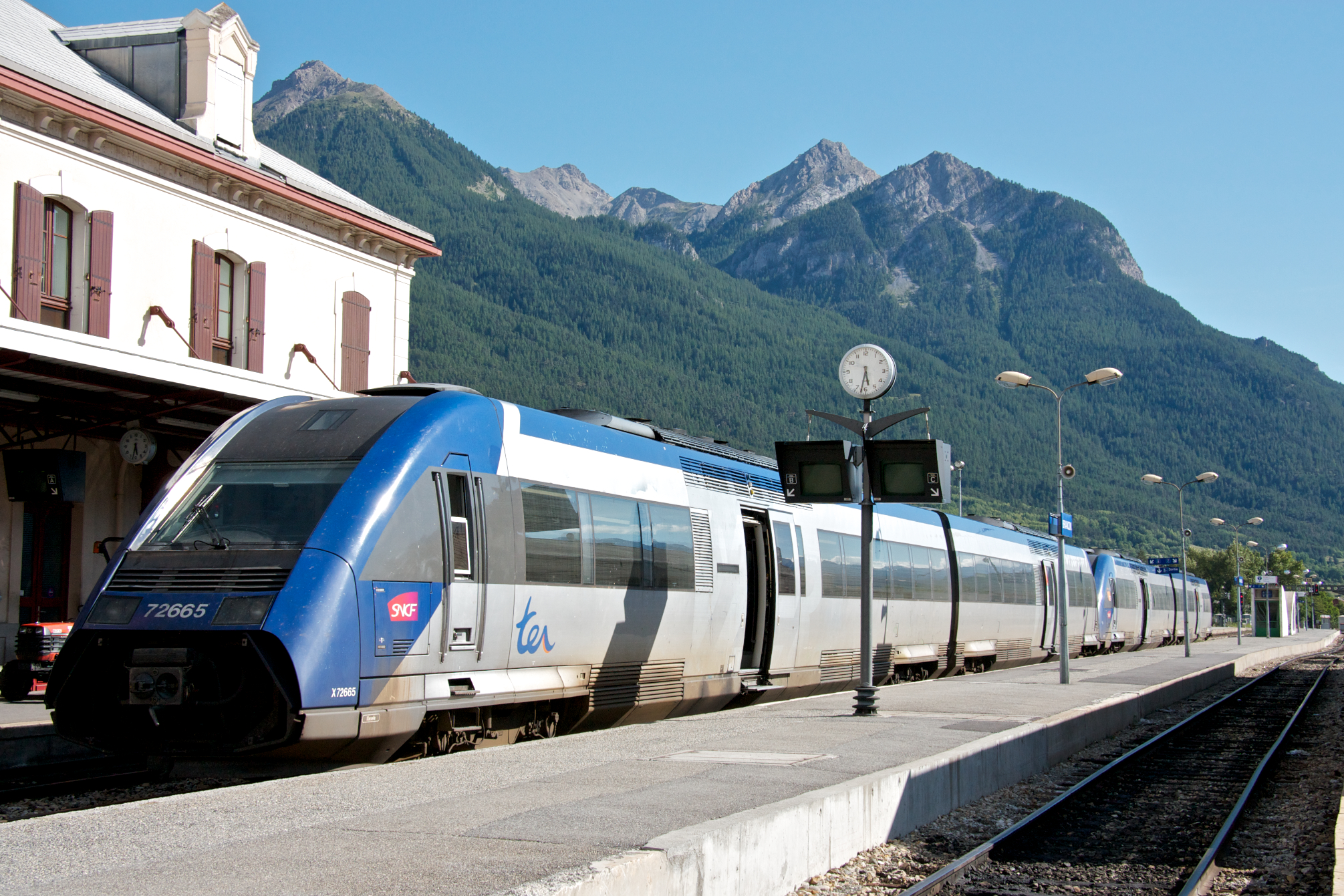
布里扬松站内停靠的一辆区域列车

### 公路
法国国道N94线和多条上阿尔卑斯省省道在布里扬松境内交汇，有城际巴士线路可前往周边部分市镇，其中长途巴士可直达马赛、乌尔克斯和格勒诺布尔。
2016年，50.6%的布里扬松家庭拥有至少一辆的私人汽车。同年，布里扬松境内共发生各类交通事故11起，造成15人受伤。

### 铁路
布里扬松是韦讷－布里扬松铁路的终点站，布里扬松站位于市区南部，该站开行前往瓦朗斯和马赛两个方向的区域列车，此外每天还有一班夜班城际列车，可直达巴黎。

### 航空
距离布里扬松最近的民用航空站为意大利杜林機場，距离布里扬松市中心的公路里程约118公里。

### 城市公共交通
布里扬松城市公共交通（商业名称为）是当地的城市公共交通系统，截至2020年8月，该系统共包括3条常规公交线路和1条节假日专线，路网覆盖了当地的主要街道。

## 政治

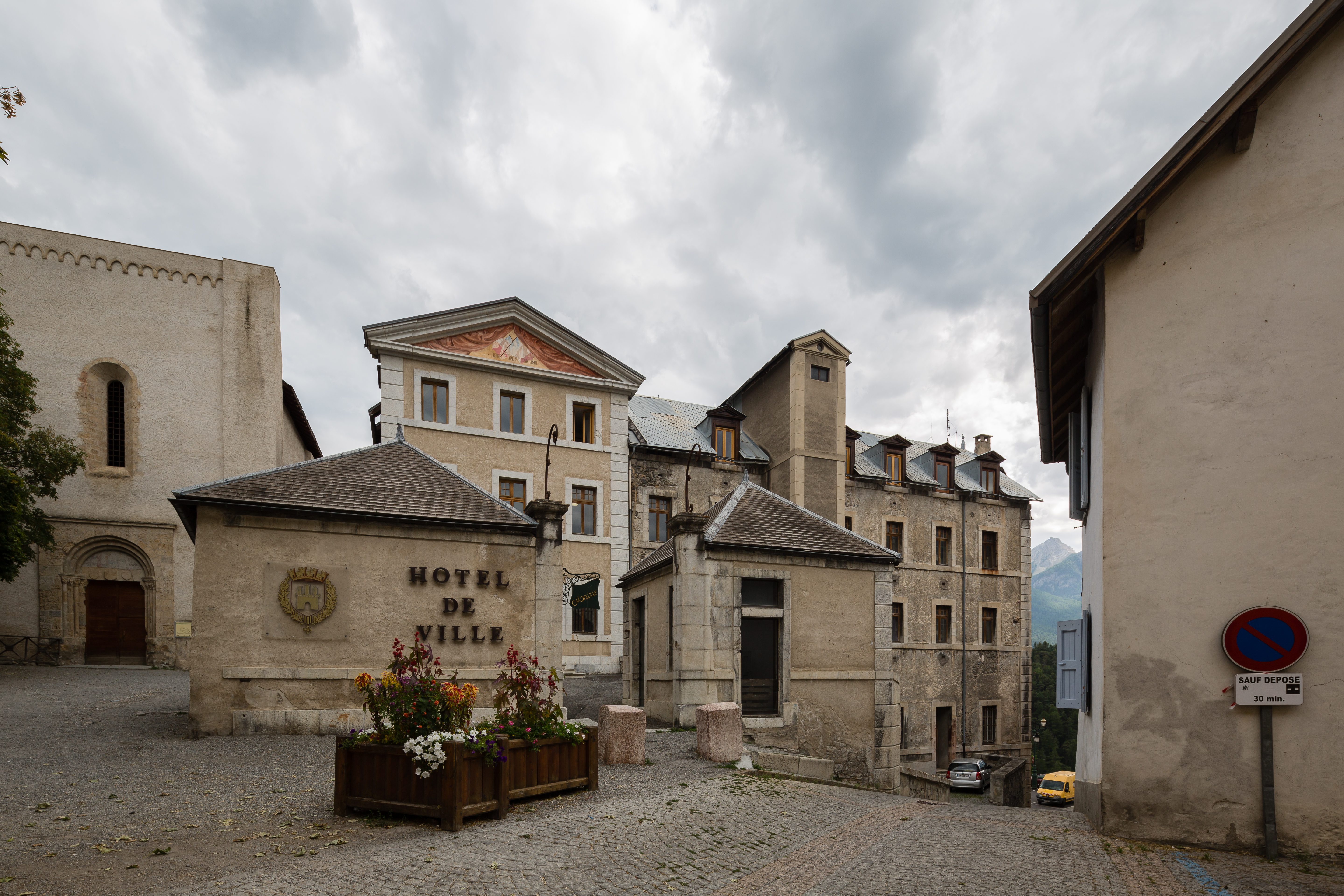
布里扬松市政厅

布里扬松的现任市长为阿诺·穆尔贾先生（Arnaud Murgia），他是共和党的一名成员，在2020年的市政选举中获得了49%的支持率。
在2017年的法国总统大选中，法国第25任总统埃马纽埃尔·马克龙在布里扬松获得了68.5%的支持率。
| 布里扬松历届市长 |                 |                                  |
| 任期             | 市长            | 党派                             |
| 1957年－1964年   | 保罗·布兰       | SFIO工人国际法国支部             |
| 1965年－1971年   | 罗贝尔·加罗     | UDR共和国保卫联盟                |
| 1971年－1983年   | 保罗·迪茹       | UDF法国民主联盟 → PR法国共和人党 |
| 1983年－1991年   | 罗贝尔·德科蒙   | PS社会党                         |
| 1991年－2001年   | 阿兰·贝鲁       | PR法国共和人党                   |
| 2001年－2005年   | 萨米埃尔·彼得曼 | UMP人民运动联盟                  |
| 2005年－2009年   | 阿兰·贝鲁       | UMP人民运动联盟                  |
| 2009年－2020年   | 热拉尔德·弗罗姆 | PS社会党 → DVG左翼无党派人士     |
| 2020年－         | 阿诺·穆尔贾     | LR共和黨                         |

## 人口
2017年，布里扬松市镇人口数量为11,625，在法国排名第842位。其中男性5,877人，女性6,073人，75岁及以上人口占8.2%，外籍人口数量为327人，人口密度为414人/平方公里，当地居民被称为（男性）或（女性）。2018年，布里扬松境内出生105人，死亡人口108人。
| 年份   | 1936  | 1946  | 1954  | 1962  | 1968  | 1975  | 1982  | 1990   | 1999   | 2006   | 2011   | 2016   | 2017   |
| ------ | ----- | ----- | ----- | ----- | ----- | ----- | ----- | ------ | ------ | ------ | ------ | ------ | ------ |
| 人口數 | 7,543 | 6,671 | 8,274 | 7,570 | 8,215 | 9,489 | 9,710 | 11,041 | 10,737 | 11,542 | 11,876 | 11,950 | 11,625 |

## 经济
布里扬松是一个区域性的中心城市，当地共有各类用人单位2762家，平均历史为16年，旅游相关产业及社会服务是当地的主要就业岗位类型。

## 财政收入
2019年，布里扬松的财政收入总额为23,382,800欧元，财政支出总额为19,268,000欧元，当年的债务总额为64,617,200欧元。
2014年，布里扬松的人均收入总额为2,411欧元，其中高职人员为4,182欧元，普通职员为1,784欧元。
2016年，布里扬松境内的青壮年（15至64岁）失业率为8.6%，当地42%的家庭拥有纳税资格。

## 社会事务

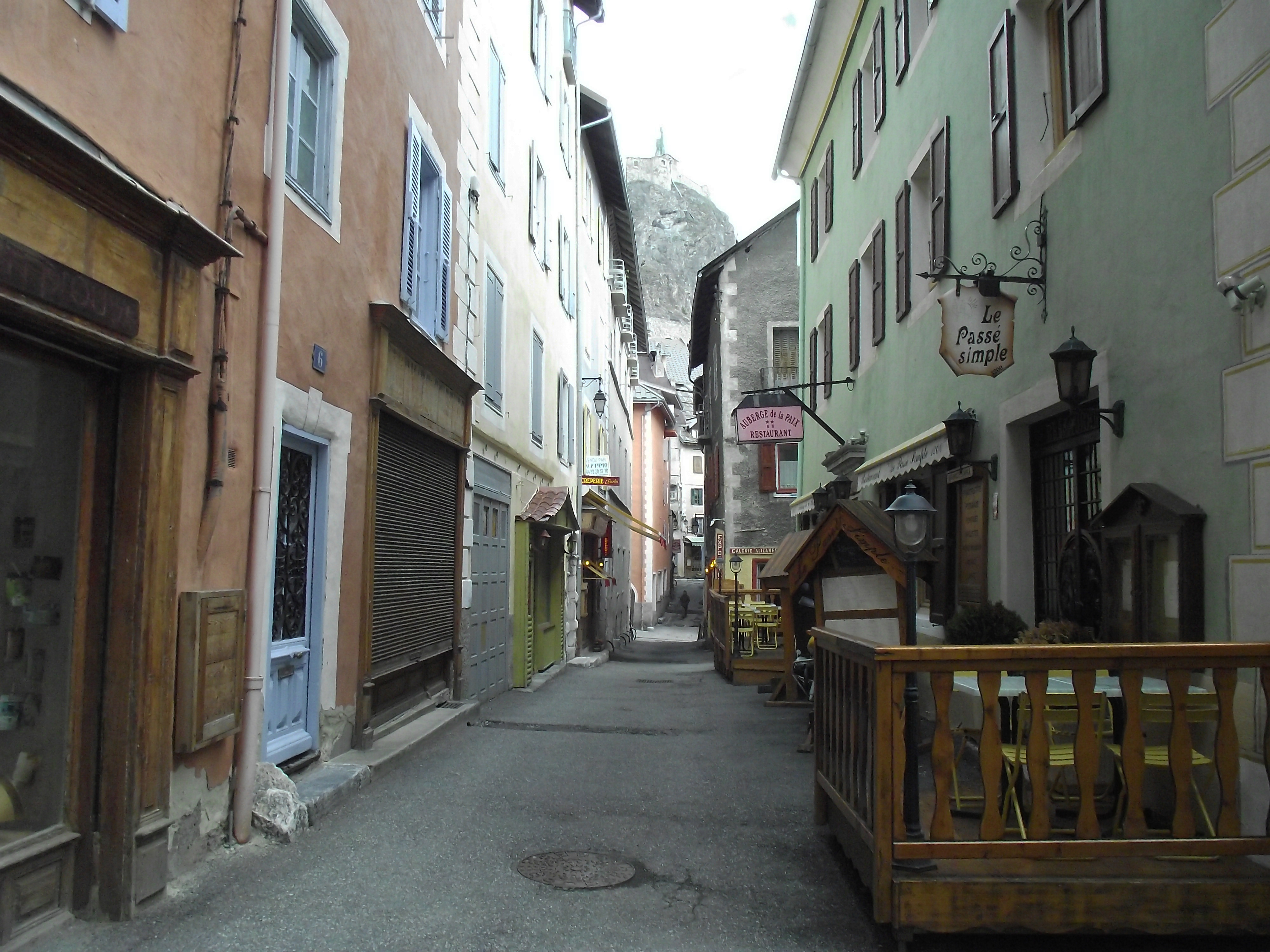
布里扬松老城的一条街道

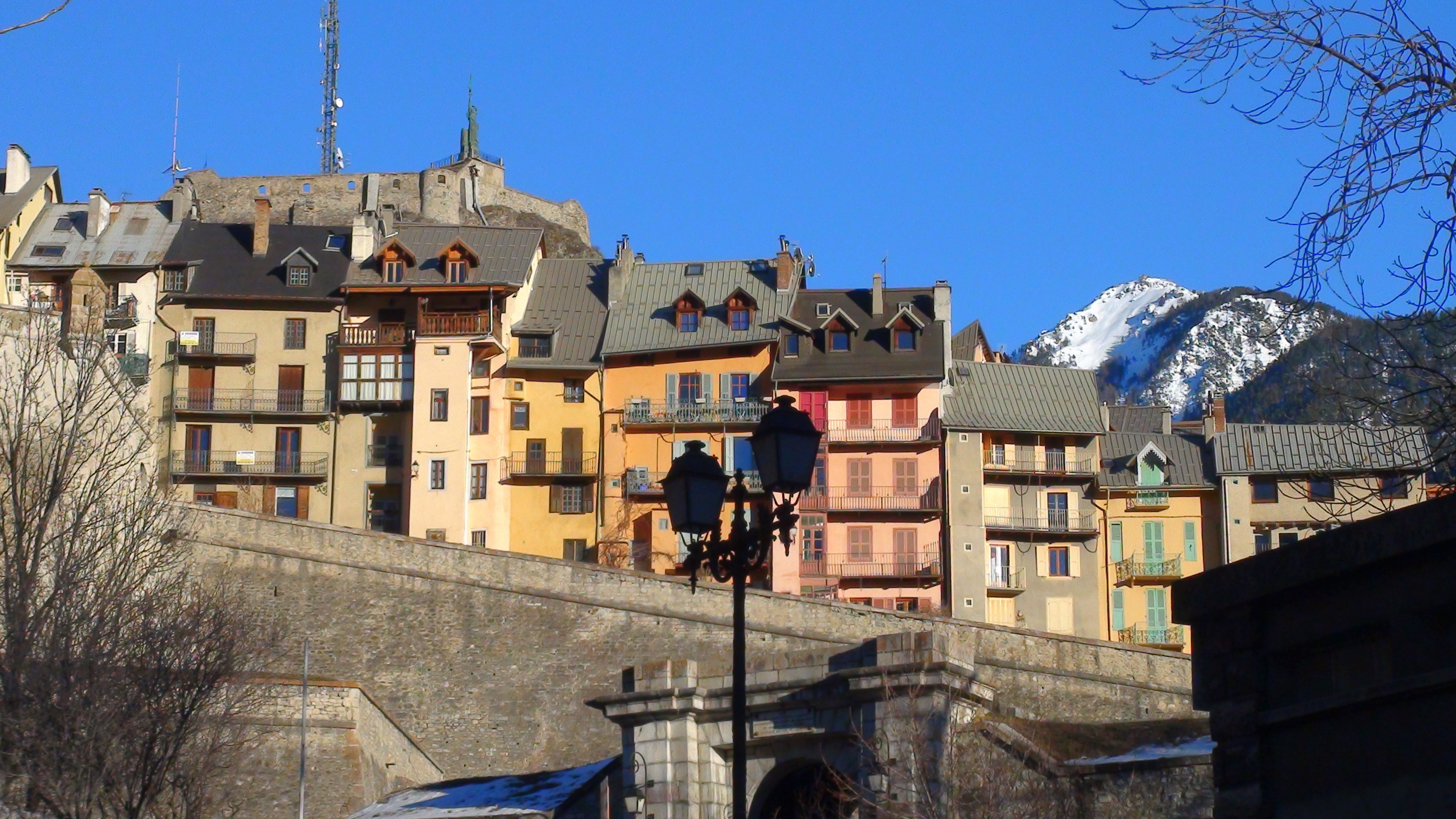
布里扬松传统居民区

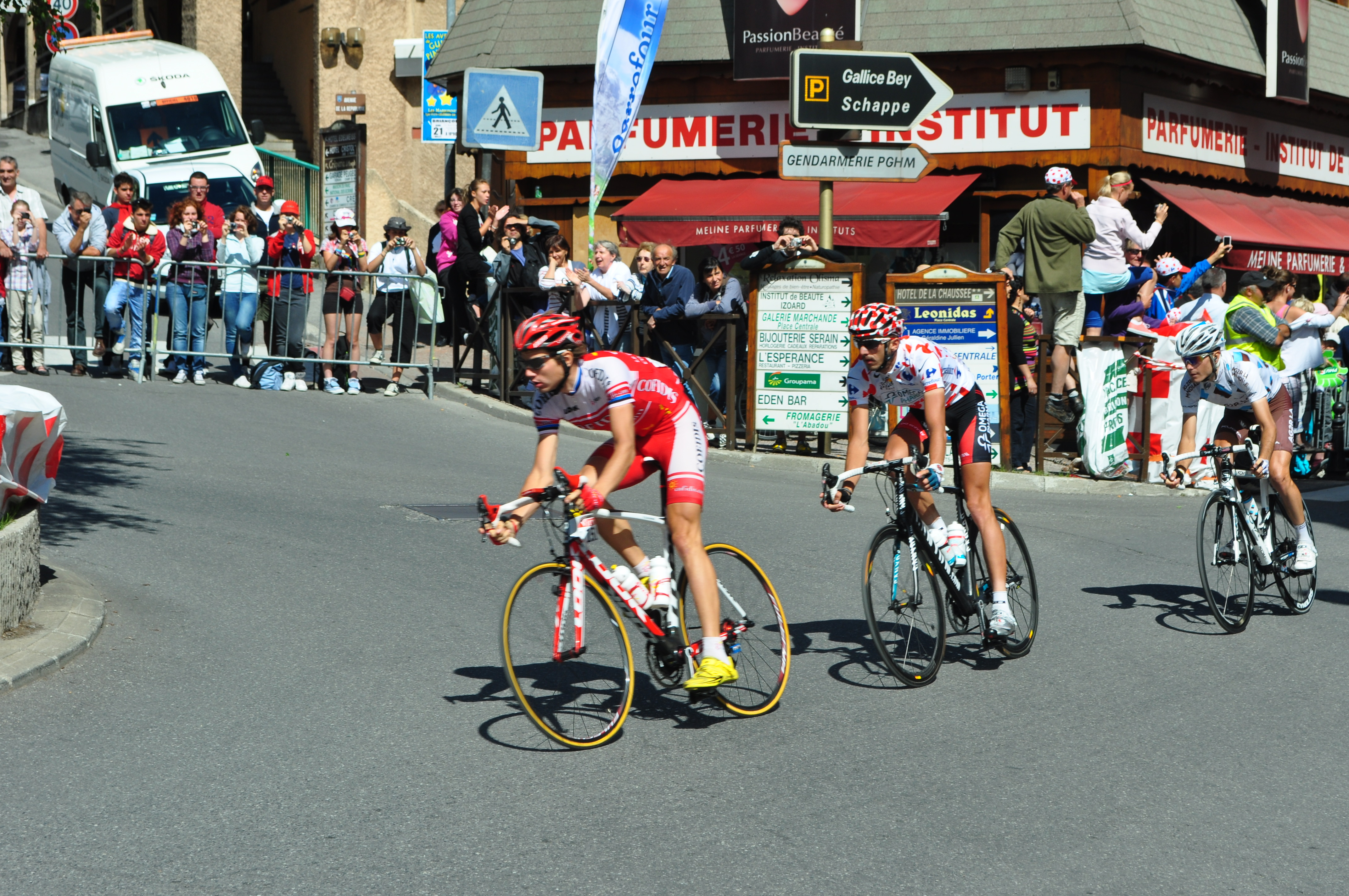
途径布里扬松的2011年环法自行车赛

### 教育
布里扬松属于艾克斯-马赛学区。截止2018年1月1日，布里扬松境内共有2所幼儿园、7所小学、2所初级中学和1所普通高中。2018至2019学年度，布里扬松境内共有在校中小学生1,807名。

### 医疗
截止2018年1月1日，布里扬松境内共有全科医生15名、保健师47名、牙医13名、护士21名、耳科医生1名、眼科医生1名、助产士4名和妇科医生1名。境内共有药房8家、养老院2家、残疾人帮扶中心5家。
布里扬松中心医院，又名“埃斯卡尔通中心医院”（Centre hospitalier des Escartons），是法国的一个区域性医疗机构，其主病区位于布里扬松市区北部，设有床位171个，是当地规模最大的公立综合性医院。

### 住房
2016年，布里扬松境内共有各类住房8,668套，其中59.4%为常住房屋。集中式居民区主要分布在市区南北两侧。

### 商业
2017年，布里扬松境内共有各类商铺1,230家，其中餐饮服务类434家。市区南部建有大型开放式商业街区。

### 体育
2018年，布里扬松境内共有1家游泳池、3间健身房、2座综合体育场、8处网球场、1处足球或橄榄球场以及3处篮球或排球场。
作为法国海拔最高的城市，布里扬松经常作为环法自行车赛的重要节点。
布里扬松足球俱乐部，全名为“布里扬松奥林匹克塞尔骑士俱乐部”（Olympique Briançon Serre Chevalier），是当地的一支足球队，2020至2021赛季参加法国地中海足球联赛。

### 环境
布里扬松的环境事务由其所属的公共社区负责。2017年，布里扬松境内共有1家污染企业。

### 治安
2014年，布里扬松及附近地区共发生各类案件646起，其中盗窃类案件456起，经济类案件39起，毒品交易类案件31起。

## 文化

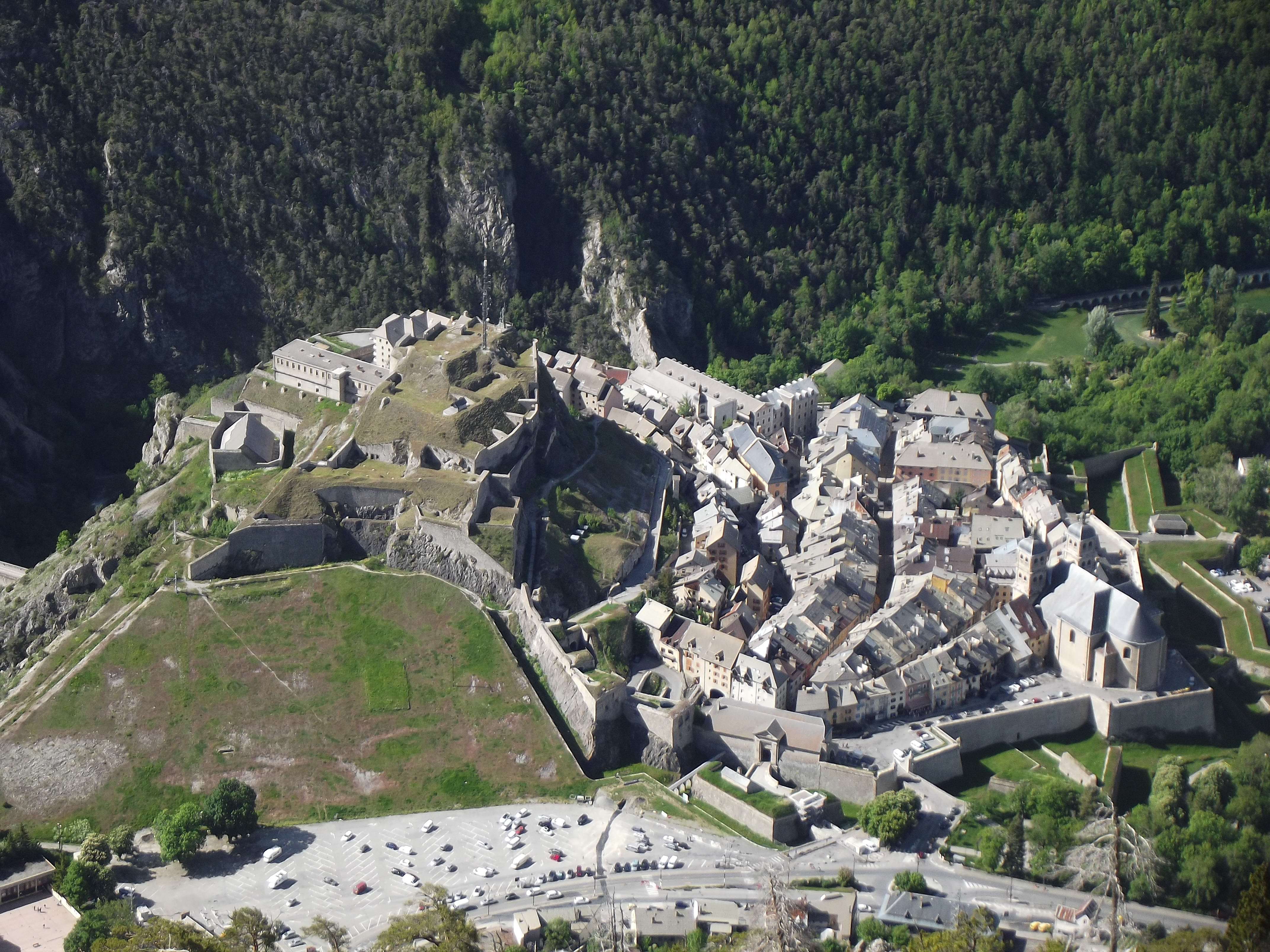
沃邦防御工事全景

2018年，布里扬松境内共有1个剧场、2个电影院、1个博物馆和1个音乐厅。布里扬松市政府提供多媒体中心，向公众全年开放。

### 建筑
布里扬松的主要历史建筑为沃邦防御工事及其附属建筑，包括萨莱特城堡、莱泰特城堡、朗杜耶城堡、丫字走廊和阿斯费尔德桥，而20世纪30年代建造的雅尼斯工事则是马奇诺防线的组成部分。
除军事设施外，布里扬松圣母教堂是法国国家文物保护单位，也是布里扬松市区的地标性建筑物。

### 旅游
布里扬松的旅游事务由其所属的公共社区负责。2020年，布里扬松境内共有13个宾馆共计386间房间，另有1个露营地，可容纳共211辆露营车。

### 媒体
法国主要的媒体均可在布里扬松接收，法国电视三台下属的普罗旺斯-阿尔卑斯-蓝色海岸大区频道在部分时段播出布里扬松所属区域的地方新闻。

## 友好城市
截至2020年8月，布里扬松共与两座城市互为友好城市关系。
- 德国 罗森海姆
- 義大利 苏萨